# Штайнбах (Вартбург)
Штайнбах (нем. Steinbach) — община в Германии, в земле Тюрингия.
Входит в состав района Вартбург. Население составляет 1208 человек (на 31 декабря 2010 года). Занимает площадь 15,06 км².